# Tickety toc
Tickety Toc (del coreano: 시계마을 티키톡!) es una serie animada de televisión creada por Funnyflux, Zodiac y High 1 Entertainment entre los años 2012 y 2015 comenzó la temporada 1 por el 27 de agosto de 2012 y comenzó la serie en el canal Nick Jr. en 2012.

## Sinopsis
Dentro de una tienda de Relojes hay una pared repleta de ellos. Y justo en el centro de la pared hay un Reloj muy especial. Este es el Reloj de Tickety Toc. En cada hora que pasa, el sonido de las campanas del reloj vuelve a la vida. ¡Esto pasa como en cualquier reloj! Pero, dar la alarma de cada hora no es tan fácil como parece.

## Historia
La serie originalmente se llamaba Tic Toc House, pero rápidamente fue cambiada a Tickety Toc después de transmitirla en Nickelodeon, porque el nombre era muy común en Nick Jr. por el uso de la palabra "house" (casa, en inglés) usado mucho por otras series. Los principales personajes se llamaban Ali y Mimi, pero sus nombres fueron cambiados a Tommy y Talulah porque sus nombres eran demasiado cortos. También su apariencia fue modificada.

## Personajes

### Tommy
Tommy es un inteligente, divertido y aventurero niño de 6 años. El mira las cosas desde un punto de vista científico para resolverlos, pero siempre está listo para ayudar a su hermana gemela, Tallulah.

### Tallulah
Tallulah, también tiene 6 años, es hermana gemela de Tommy. Es creativa y siempre usa su imaginación para resolver los problemas.

### Pufferty o Chuchú
Pufferty es un emocionante tren. Ayuda a transportar a los habitantes de Tickety Town y siempre está listo para lo que se necesite. Pufferty ama la diversión, pero es muy puntual, sobre todo al llevar a Tommy y Tallulah a tocar la alarma.

### McCoggins o Don Manitas
McCoggins es el encargado del mantenimiento de Ciudad Tic-Tac. También se le conoce como "Don Manitas" en su doblaje al español de España. Es sabio, paciente y confiable.

### Hopparoo
Es el aprendiz de McCoggins. Su meta es ser como su instructor, un gran encargado de mantenimiento. Es hiperactivo y continuamente se mete en líos.

### Madame Au Lait o Madame con leche
Es una vaca muy talentosa jugando al tenis de mesa, siempre ofrece sabios consejos a Tommy y a Tallulah.